# Hydro One
Hydro One est une société de la Couronne de la province canadienne de l'Ontario. Fondée en 1999, elle est responsable du transport de l'électricité en plus d'exploiter des réseaux de distribution dans plusieurs régions de la province.
La société a été créée à la suite du démantèlement d'Ontario Hydro en cinq entités par le gouvernement conservateur du premier ministre Mike Harris. Ensuite, dans le cadre de la libéralisation du marché de l'électricité envisagée par le gouvernement conservateur d'Ernie Eves, la tentative de privatisation a échoué. Finalement, Hydro One a été partiellement privatisée en novembre 2015 par la première ministre libérale Kathleen Wynne.
L’objectif initial du gouvernement était de vendre 60 % des actions de la société. Or, ce sera finalement 53 % des actions qui seront écoulées pour une somme estimée à près de 9G$.
Hydro One exploite un réseau de lignes à haute tension de 500, 230 et 115 kV à travers la province et distribue l'électricité à 1,3 million de clients à travers l'Ontario.

## Historique

### La scission d’Ontario Hydro
Hydro One a été créée en vertu de la réforme du secteur électrique ontarien initiée par le gouvernement conservateur de Mike Harris en 1998. Le Energy Competition Act dissout la société Ontario Hydro pour créer 5 entités distinctes : Ontario Power Generation, l'Independent Market Operator, l'Electric Safety Authority, l'Ontario Electricity Financial Corporation et Ontario Hydro Services Company, qui a plus tard été renommée Hydro One.
Lors de sa création, Ontario Hydro Services Company obtenait les actifs de transport et de distribution d'Ontario Hydro. L'entreprise était renommée Hydro One Incorporated le 1er mai 2000 en plus d'être réorganisée en société de portefeuille, avec quatre filiales : 
- Hydro One Networks Inc.
- Hydro One Remote Communities Inc.
- Hydro One Telecom Inc.
- Hydro One Brampton.

Entre 1998 et 2000, Hydro One avait acquis 88 réseaux locaux de distribution d'électricité.
Hydro One Networks est la plus grande des quatre filiales. Elle regroupe l'ensemble des activités de conception, de construction, d'exploitation et de maintenance des réseaux de transport et de distribution de l'entreprise. Son réseau de distribution, d'une longueur de 123 260 km, dessert 1,3 million de clients, principalement dans les régions rurales de la province. Cette filiale possède 97 % du réseau de transport de la province, soit 29 039 km de lignes à 500, 230 et 115 kV et est relié aux réseaux de TransÉnergie, Manitoba Hydro, Minnesota Power, Detroit Edison/ITC, Niagara Mohawk Power et New York Power Authority.
Hydro One Brampton est le gestionnaire du réseau de distribution d'électricité dans la ville de Brampton, où elle dessert 127 000 clients.
Hydro One Telecom commercialise la fibre optique excédentaire du réseau de transport de l'électricité d'Hydro One.
Hydro One Remote Communities produit et distribue l'électricité à 3310 clients répartis dans 20 communautés isolées du Nord de l'Ontario qui ne sont pas reliés au réseau électrique. L'électricité distribuée dans ces communautés provient de centrales au diesel opérées localement et les tarifs domestiques et commerciaux sont subventionnés au moyen d'un prélèvement de 0,13¢/kWh facturé à l'ensemble des consommateurs ontariens.

### La première tentative de privatisation
Le gouvernement ontarien annonce au mois de décembre 2001 qu’il a l’intention de privatiser la société de la couronne en l’introduisant à la bourse. Les estimations de revenu pour cette transaction sont de 5,5G$ et cela aurait été, à l’époque, la plus grande opération de privatisation d’une entreprise publique dans l’histoire canadienne.
Quatre scénarios sont étudiés : une non share-capital corporations (NSCC) que l’on peut traduire par une société communautaire sans capital-actions, une vente directe et complète, une introduction en bourse, puis finalement, une fiducie de revenu.
Le premier scénario était que la société devienne une entreprise publique donc une organisation quasi indépendante, gérée par un conseil d’administration autonome poursuivant un objectif d’amélioration du rendement et de l’efficacité. C’est d’ailleurs une pratique qu’adoptait régulièrement les gouvernements canadiens depuis les années 1960. Ce qui caractérise ce modèle d’organisation est la rationalisation des pratiques, une gestion budgétaire plus efficiente puis un réinvestissement des bénéfices dans la modernisation des infrastructures et le développement de nouvelles technologies.  Le gouvernement a rapidement écarté ce scénario qui ne permettait pas d’obtenir une source de liquidité rapide.
La deuxième option était la vente aux enchères ou au plus offrant qui aurait été un moyen de maximiser les revenus tirés de la privatisation. Cette possibilité aurait transformé Hydro One en une entreprise à but lucratif avec les pratiques de gestion qui caractérise ce type d'organisation : budget limité, objectif de profitabilité, mise en place d'indicateurs de performance, d’efficacité et d’efficience et reddition de compte. Hydro One exerçait un quasi-monopole sur le marché donc la privatisation risquait d’avoir une incidence sur les coûts pour les contribuables Le gouvernement provinciale ontarien a pour cette raison rejeté ce modèle.
Le scénario privilégié par le gouvernement était l’introduction en bourse de la société d’État. Ce modèle aurait alors été une organisation administrée par des gestionnaires et redevable aux actionnaires. Le gouvernement avait prévu certaines limites pour garder un contrôle sur Hydro One. L’État souhaitait conserver 40 % des actions et qu’aucune personne ou organisation actionnaire ne pourrait posséder plus de 15 % des actions. De cette façon, le gouvernement serait avantagé dans les rapports de force lors des votes décisionnels. Cette forme organisationnelle aurait amené Hydro One à être gérée avec sensiblement les mêmes pratiques qu’une entreprise du secteur privé.
La fiducie de revenu était la dernière possibilité envisagée par le gouvernement. Ce type d’organisation partage plusieurs similitudes avec les entreprises cotées en bourse. Des fiduciaires sont nommés pour gérer l’organisation et les profits qui sont générés sont payés directement aux détenteurs de titres, mensuellement ou trimestriellement. Les détenteurs de titres ont à payer de l’impôt sur ces montants, ce qui devient une source de revenus pour la collectivité. Cette option a été rapidement écartée, car elle était moins rentable qu’une introduction en bourse.
Une contestation judiciaire menée par une coalition de syndicats a toutefois empêché la réalisation du projet de privatisation du gouvernement d’Ernie Eves. Les deux syndicats plaignants, soit le Canadian Union of Public employees (CUPE) et le Communications, Energy and Paperworkers Union of Canada (CEP) affirmaient que les recommandations formulées dans le Rapport Macdonald en 1998 abordaient la question de la privatisation de la production de l’électricité, mais qu’il n’a jamais été question de la transmission de la ressource. Au contraire, cette fonction devait demeurer sous la responsabilité de l’État. De plus, l’Electricity Act donnait comme pouvoir au ministre d’acquérir et de détenir les actions de la société de la Couronne. Cette mention démontrait l’intention des auteurs que cette fonction de la société d’État demeure sous la responsabilité gouvernementale. Finalement, il n’y avait aucune mention à l’effet que les gouvernants détenaient le pouvoir de vendre les actions.
Dans l’autre camp, on plaidait qu’aucun des syndicats ne représentait directement les employés d’Hydro One et que le syndicat responsable, le Power Worker’s Union, était pour sa part en faveur de la privatisation. Dans ce cas, les deux syndicats plaignants se trouvaient hors de leurs responsabilités et de leur mandat. Ainsi, la poursuite ne pouvait être valide selon eux.
Le juge de la Cour supérieure, Arthur Gans, a affirmé dans son jugement que la législation de l’Ontario ne donnait pas au gouvernement les pouvoirs de privatiser la société.

### Le gel et dégel des tarifs
L'année 2002 marque aussi l'introduction d'un marché libéralisé de l'électricité en Ontario. Un été anormalement chaud provoque des hausses de prix substantielles pour certains groupes de consommateurs et remet en question la justesse des prédictions du gouvernement à l'effet que la déréglementation réduirait les tarifs d'électricité. En raison de la colère dans l'opinion publique, le ministre de l'Énergie dans le gouvernement d'Ernie Eves, John Baird, fait adopter par l'Assemblée législative le projet de loi 210 qui gèle les tarifs des résidences et petits commerces.
Le court mandat du gouvernement Eves sera marqué par une seconde urgence énergétique. Le 14 août 2003, la province sera plongée dans le noir au cours de la panne de courant nord-américaine de 2003. Le premier ministre Eves est battu aux élections législatives ontariennes de 2003. Le nouveau premier ministre, le libéral Dalton McGuinty, écarte la possibilité de privatisation, mais lève le gel des prix à compter d'avril 2004.
Ce dernier démissionne en 2012 après le scandale de l’annulation des centrales au gaz de Mississauga et d'Oakville qui ont coûté plus de 800 millions. C’est sa successeur Kathleen Wynne, cheffe du Parti libéral de l’Ontario en 2013, qui va ramener la question de la privatisation comme sujet d’actualité.

## Privatisation partielle en 2015

### Les prémices
Comme promesse phare de la campagne électorale ontarienne de 2014, la cheffe du Parti libéral annonce un plan d’investissement de 29 milliards sur 10 ans afin d’améliorer les infrastructures de transport et de transit. Ce plan comprend la création de nouvelles lignes de transport en commun et la rénovation d’infrastructures et de routes.
Dès son élection le 12 juin 2014, elle donne quelques détails sur la provenance des ressources financières nécessaires au projet d’investissement. Pour le financer, le gouvernement a l’intention de détourner annuellement 1,3 milliard de la taxe sur l’essence des coffres de l’État. Kathleen Wynne affirme que d’autres outils de revenus seront annoncés au moment opportun, sans aborder la question d’une possible privatisation.
En 2015, la situation économique de la province est difficile. À ce moment, la province affiche un important déficit de 12,5G$. L’impôt sur le revenu des particuliers gagnant plus de 150 000$ annuellement est augmenté. Dans ce contexte économique, la première ministre libérale est à la recherche de nouvelles formes de revenu pour financer ses projets. Elle décide de constituer un groupe d’experts, dirigé par Ed Clark un ancien PDG de la Banque TD, afin d’examiner les actifs de l’État pour en tirer des revenus ou d'en réduire les coûts.

### La concrétisation
Le 4 juin 2015, le projet de loi 91 obtient le sceau royal, officialisant ainsi la privatisation partielle d’Hydro One. La valeur de la société d’État est alors estimée à approximativement 15 ou 16 milliards de dollars. Le modèle de privatisation adopté est une introduction en bourse privatisation sur une période déterminée de plusieurs années. C’est d’abord 15 % des actions qui ont été vendus en 2015 puis par tranche successive. L’objectif était de vendre jusqu’à un maximum de 60 % d’Hydro One pour un montant estimé à 9G$. Tout cela avec l’intention de réduire la dette de la société de 5G$ et la différence de 4G$ serait transférée dans le projet d’investissement des infrastructures et des routes.
C’est finalement au mois de novembre 2015 que la première vente d’actions a lieu. En décembre 2017, c'est finalement 53 % des actions d’Hydro One qui sont vendues  pour une somme approximative de 9,2 milliards de dollars. Cependant, une clause spécifie qu’aucun actionnaire ne peut détenir plus de 10 % des actions dans le but que le gouvernement garde une mainmise sur la société.

### Les revenus de la privatisation et leur utilisation
Sur les 9,2 milliards obtenus à la suite de la vente des actions, on estime que 3,8 milliards a servi à la réduction de la dette sur une période de deux ans. Cependant, l’opération de privatisation partielle a engendré un déficit de 1,1 milliard pour l’exercice suivant et coûtera une moyenne de 264 millions annuellement jusqu’en 2025.
La somme totale de 9,2 G$ se compose de 6,8 milliards en espèces et 2,4 G$ en produits non monétaires. Cet argent est réparti également entre le Trillium Trust (4,6 G$) qui est un fonds d’investissement gouvernemental, puis dans la Société financière de l'industrie de l'électricité de l'Ontario (SFIEO). En revanche, il est important de comprendre que dans une évaluation économique à long terme, la somme en produits non monétaires (2,4G$) est en réalité un engagement d’investissement. Ainsi, le gouvernement doit d’emprunter cette somme pour répondre à ses engagements ou augmenter ses revenus. Il est prévu que 670 millions du montant alloué à ce fonds d’investissement seront utilisés en dépenses de projets d’infrastructure jusqu’en 2017-2018. Toutefois, au fur et à mesure que de nouveaux projets d’infrastructures seront concernés, l’impact fiscal de la vente sera négatif.

### Les effets de la vente sur les contribuables
Selon le Financial Accountability Office of Ontario (FAO), les conséquences de la privatisation partielle d’Hydro One sont de trois ordres pour les contribuables.
Tout d’abord, la Commission de l’énergie de l’Ontario impose à la société de payer aux contribuables 38 % des bénéfices des impôts différés actifs. Cette forme d’impôt est le décalage entre la projection d’une charge et sa prise en compte effective. Le FAO projette cette économie totale à 900 millions de dollars.
Ensuite, l’adoption des pratiques du secteur privé devrait permettre de réaliser des économies d’exploitation. Ainsi, on suppose que ces économies seront transférées aux contribuables en réduisant leurs coûts.
Finalement, le coût du financement par emprunt à long terme d'Hydro One sera absorbée en totalité par les contribuables. L’impact sera d’autant plus important car la cote de crédit d’Hydro One auprès des quatre agences de notation est inférieure à celle de la province. La privatisation partielle a fait reculer davantage sa cote auprès de l’une des agences accentuant encore la différence entre les deux.

## Contestation et problèmes juridiques

### Contestation publique
En janvier 2014, puis en février 2014, la firme Pollara reçoit un mandat du gouvernement libéral afin de sonder l’opinion de la population concernant la privatisation de plusieurs sociétés d’États ontariennes. Les sociétés d’États concernées étaient Hydro One, LCBO, Ontario Power Generation, Ontario Lottery and Gaming et eHealt. Les résultats sont très clairs : 75 % des sondés sont en défaveur concernant Hydro One, 70 % pour ce qui est de la LCBO et 80 % contre la privatisation pour les autres organismes. L'opposition populaire est donc connue du gouvernement libéral plus d’un an avant la privatisation partielle d’Hydro One.
Cette opposition s’est accentuée avec les années. Des sondages effectués par la société Angus Reid en date du 24 mars 2017 indiquent que 82 % des répondants sont contre le projet de privatisation. Les trois principaux arguments en sa défaveur sont les suivants :
1.   Le risque d’augmentation du prix de l’électricité puisque les investisseurs pourraient demander un taux de rendement plus élevé aux dirigeants de la société.
2.   La qualité du service pourrait se détériorer en raison des coûts qui y sont reliés; encore une fois en lien avec la profitabilité, car certains abonnés se trouvent dans des régions rurales éloignées où les coûts d’approvisionnement sont nécessairement plus élevés.
3.   Le manque de transparence, car les organismes de contre-pouvoir gouvernementaux tels que le Vérificateur général, l’Ombudsman et autres n’auront plus de contrôle ni de pouvoir sur les actions de la société à la suite de la privatisation partielle, car les parts du gouvernement seront minoritaires.

### Oppositions législatives
La privatisation partielle d’Hydro One enlève les pouvoirs que certains organismes législatifs détenaient sur la gestion de la société. L’entente veut qu’un nouveau Ombudsman interne prenne en charge la gestion des plaintes par exemple. Constatant la perte ou la redéfinition de leur rôle dans la nouvelle législation, le 21 mai 2015, la Vérificatrice générale, l'Ombudsman provincial, le Commissaire à l'information et à la protection de la vie privée, le Commissaire à l'intégrité, le Directeur de la responsabilité financière et le Commissaire aux services en français ont uni leur voix dans une déclaration extraordinaire contre le projet.
De plus, il est avancé que la détention d’une minorité des actions par l’État pourrait causer une perte de contrôle sur l’accessibilité des données opérationnelles, des difficultés à évaluer la qualité des services rendus, etc.

### Cour de justice
Le 27 mars 2018, la Cour d’appel de l’Ontario, le plus haut tribunal de la province, rend une décision à l’effet qu’il n’y avait pas matière à accusation à l’égard de Kathleen Wynne, la première ministre de l’Ontario, dans la privatisation partielle d’Hydro One.
Cette décision est le résultat d’une poursuite mené par le Syndicat canadien de la fonction publique (SCFP) qui accuse cette dernière ainsi que Charles Sousa, ministre des Finances, et Bob Chiarelli, ministre de l’Énergie, d’abus de pouvoir dans la décision de privatiser partiellement la société de la Couronne, Hydro One.
Le SCFP avance trois éléments pour justifier ses accusations. Tout d’abord, il affirme que la structure de la vente d’une part importante des actions de l’entreprise a été menée avec l’objectif de récompenser les entreprises qui avaient contribué d’importantes sommes à la caisse du parti politique.  Ensuite, ce projet ne fait pas suite à une demande citoyenne, ce qui aurait pu expliquer la vente. Finalement, le tout s’est déroulé derrière des portes closes.
De l’autre côté, les avocats du gouvernement plaident qu’il n’y a aucune preuve de collusion, car le Commissaire à l’éthique aétudié le dossier et en a conclu qu’il n’y avait rien à signaler. De plus, ils avancent que la Cour n’avait pas à se prononcer sur une décision politique.

## Performance financière
Au cours de l'année 2008, Hydro One a réalisé un bénéfice net de 498 millions sur un chiffre d'affaires de 4 597 millions de dollars, un bénéfice en hausse de 25 % sur l'année précédente. En pointe, son réseau a transmis une charge de 21 822 MW et l'entreprise a distribué 29,9 TWh à ses 1,3 million de clients.
Au cours de l’année 2018, les revenus totaux ont été de 6 150 millions soit une augmentation de 2,7 % par rapport à l’année précédente (5 990). Cependant, les bénéfices nets sont plutôt des pertes de 89 millions. La société compte 1,4 million de clients et 5800 employés.